# Helena Guttormsdatter
Helena Guttormsdatter (1170-1230) var en svensk jarledatter.
Hendes far var godsejeren og jarlen Guttorm Austmannsson (Guttorm Jarl). Han var jarl under svenskekongen Karl Sverkersson.
Hun er mest kendt for, at hun sammen med den danske konge Valdemar Sejr fik sønnen Knud Valdemarsen (1205-1260), som senere blev hertug af Estland og Reval (Tallinn). Knud blev født samme år, som kong Valdemar giftede sig med Dagmar af Bøhmen (Tjekkiet), som dermed blev dronning Dagmar af Danmark.
Hun var gift med den danske høvding Esbern Snare, og med ham fik hun datteren Ingeborg.